# Antonio Francesco Paolo Gilberto
Antonio Francesco Paolo Gilberto (Enna, 5 luglio 1963) è un militare italiano.